# 佩卡托尼卡 (伊利諾伊州)
佩卡托尼卡（英語：Pecatonica）是位於美國伊利諾伊州溫納貝戈縣的一個村落。

## 地理
佩卡托尼卡的座標為42°18′36″N 89°21′31″W / 42.31000°N 89.35861°W，而該地最高點為海拔高度235米（即771英尺）。

## 人口
根據2010年美國人口普查的數據，佩卡托尼卡的面積為3.38平方千米，當中陸地面積為3.34平方千米，而水域面積為0.04平方千米。當地共有人口2185人，而人口密度為每平方千米646人。